# Kirche Neuendorf B

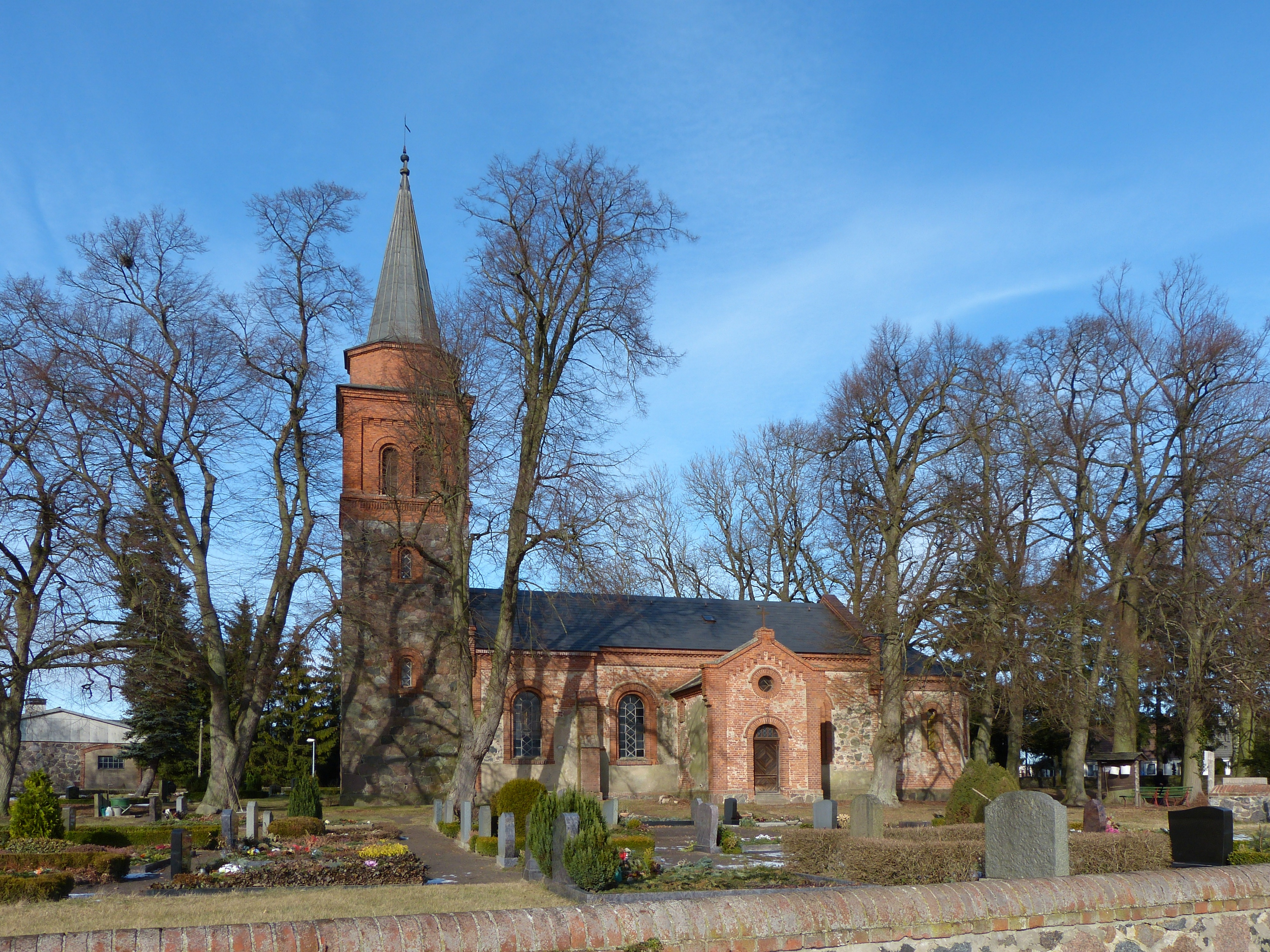
Kirche Neuendorf B

Die Kirche Neuendorf B ist ein Kirchengebäude im Ortsteil Neuendorf B der Gemeinde Spantekow. Sie gehört zum evangelischen Kirchengemeindeverband Krien und ist Tochterkirche von Iven in der Propstei Pasewalk des Pommerschen Evangelischen Kirchenkreises.
Im Kern stammt der rechteckige Bau aus Feldstein aus dem 15. Jahrhundert. Bei einer Restaurierung 1868 erhielt das Gebäude durch eingreifende Veränderungen die heutige Gestalt. Die Kirche erhielt einen westlichen Turm mit Obergeschoss aus Backstein und wurde um einen Chor mit polygonaler Apsis und eine Nordsakristei erweitert.
Der Schnitzaltar der Kirche stammt vom Ende des 16. Jahrhunderts. Flachreliefs im Schrein und in den Seitenflügeln stellen Szenen aus dem Leben Jesu Christi dar. Die Kanzel wurde im 18. Jahrhundert gebaut. Ein Steinrelief mit Trinität wird auf das 17. Jahrhundert datiert. Die Glocke wurde 1888 von C. A. Bierling in Dresden gegossen.